# Glossobius linearis
Glossobius linearis är en kräftdjursart som först beskrevs av James Dwight Dana 1853.  Glossobius linearis ingår i släktet Glossobius och familjen Cymothoidae. Inga underarter finns listade i Catalogue of Life.